# HD 177552
HD 177552，又名BD-01 3642，SAO 143003、HR 7231，是一颗恒星，视星等为6.53，位于銀經33.17，銀緯-3.78，其B1900.0坐标为赤經19h 0m 7.7s，赤緯-1° -3.78′ 47″。